# Церква Успіння Пресвятої Богородиці (Шептичі)
Церква Успіння Пречистої Богородиці — діюча дерев'яна церква у селі Шептичі, (Самбірський район, Львівська область) споруджена 1892 році, на місці давнішого храму. Храм є прекрасною пам'яткою дерев'яної сакральної архітектури.

## Історія
Дерев`яна церква стоїть на західній околиці села, біля вулиці. У 1507 році тут вже існувала парафіяльна церква. Місцева парафія у 1690 році отримала ерекційний акт. Існуючий храм збудований у 1892 році на місці давнішого. З 1960 по 1989 рр. стояв зачинений - громада не допустила до влаштування радянською владою у ньому складу.

## Опис
Будівля латинізованого типу, тризрубна, має два входи - з півдня і заходу, над останнім влаштований дашок на всю ширину стіни. Традиційне піддашшя відсутнє. Церква накрита спільним високим багатосхилим дахом, гребінь якого завершений ліхтарем з маківкою.
На південний-захід від церкви стоїть дерев`яна стовпова двоярусна дзвіниця, накрита наметовим дахом. Святиня з трьох сторін оточена деревами, тому зафіксувати її без перешкод можна тільки із заходу.